# Fruchthalle

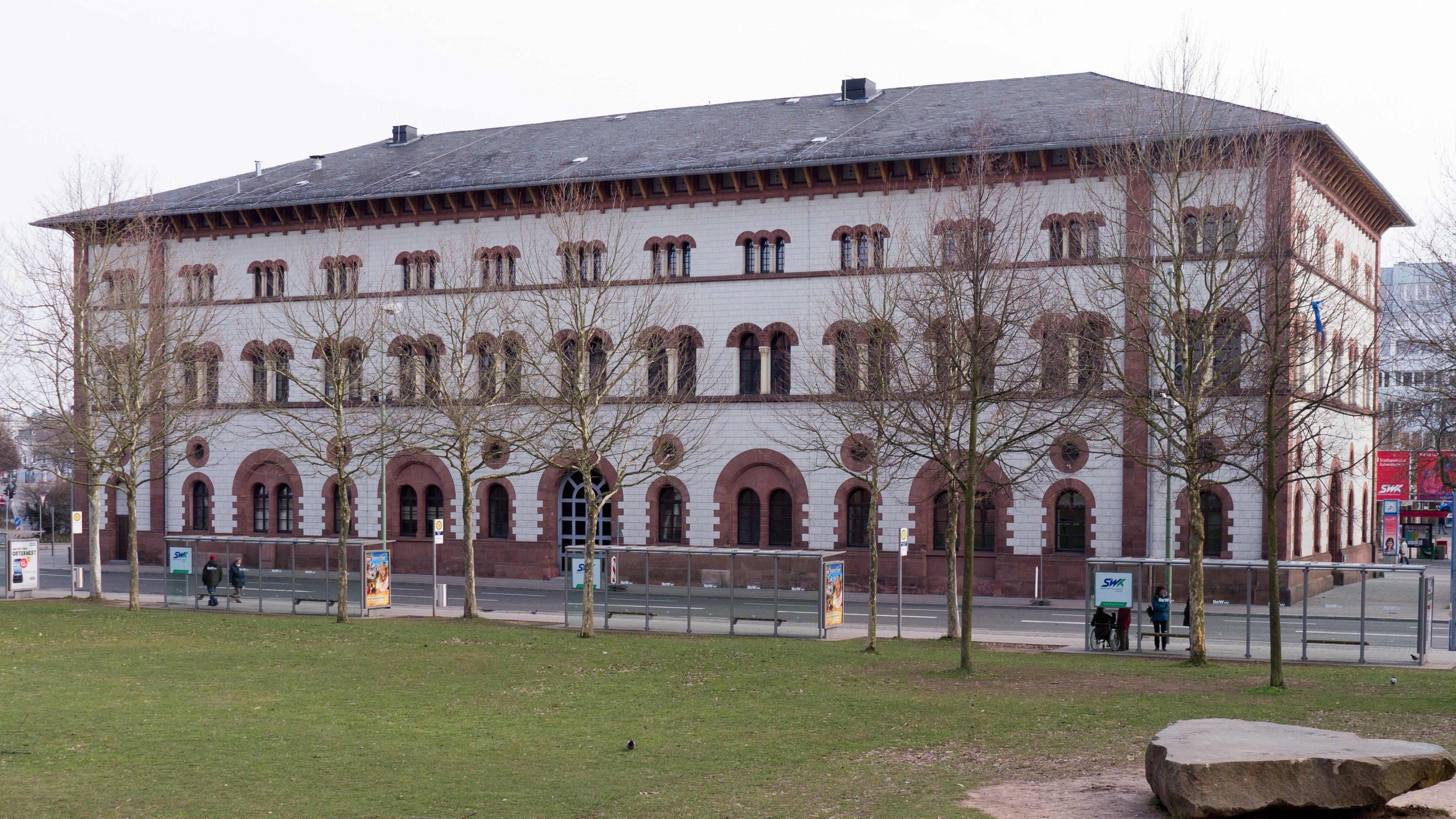
Fruchthalle Kaiserslautern

De Fruchthalle in Kaiserslautern werd tussen 1843 en 1846 naar ontwerp van August von Voit in de stijl van de Italiaanse vroegrenaissance gebouwd. Ze diende eerst als marktplaats voor graan, daarna was ze in 1848/49 zitplaats van de paltse revolutieregering. Na meerdere renovaties wordt de Fruchthalle vandaag gebruikt als stadszaal voor concerten en andere culturele manifestaties. Ze geldt als een van de belangrijkste monumenten van Kaiserslautern.
Het langgerekte gebouw met drie verdiepingen ligt vandaag op een verkeerseiland in de binnenstad. Stilistisch doet ze denken aan een paleis uit de Florentijnse vroegrenaissance.